# Cselgáncs-világbajnokság
A cselgáncs-világbajnokságot általában évente rendezi meg a Nemzetközi Cselgáncsszövetség, nyári olimpia évében többnyire nem rendezik meg az eseményt. Először 1956-ban zajlottak világbajnokság keretében a küzdelmek, akkoriban még csak férfiak számára létezett a versenykiírás. Nők számára 1980-ban szervezték meg először a világbajnokságot, az első években még a férfiakétól külön időben és helyszínen. 1987-től rendezik egy eseményen a férfi és női versenyeket. 1994-től csapatversenyeket is rendeznek.
Mindkét nem esetében hét súlycsoportban rendeznek versenyeket.
A sportág legsikeresebb versenyzője a francia Teddy Riner, aki tizenegy egyéni világbajnoki címe mellett egy csapat világbajnoki címmel is rendelkezik.

## Események
| Sorszám  | Év   | Dátum             | Rendező                                   | Helyszín                    |
| -------- | ---- | ----------------- | ----------------------------------------- | --------------------------- |
| 1.       | 1956 | május 3.          | Tokió, Japán                              | Kuramae Kokugikan           |
| 2.       | 1958 | november 30.      | Tokió, Japán                              | Tokió Taiikukan             |
| 3.       | 1961 | december 2.       | Párizs, Franciaország                     | Stade Pierre de Coubertin   |
| 4.       | 1965 | október 14–17.    | Rio de Janeiro, Brazília                  | Ginásio do Maracanãzinho    |
| 5.       | 1967 | augusztus 9–11.   | Salt Lake City, Amerikai Egyesült Államok | Utahi Egyetem               |
| 6.       | 1969 | október 23–25.    | Mexikóváros, Mexikó                       | Sportpalota                 |
| 7.       | 1971 | szeptember 2–4.   | Ludwigshafen, Nyugat-Németország          | Friedrich-Ebert-Halle       |
| 8.       | 1973 | június 22–24.     | Lausanne, Svájc                           | Palais de Beaulieu          |
| 9.       | 1975 | október 23–25.    | Bécs, Ausztria                            | Wiener Stadthalle           |
| Törölték | 1977 | szeptember 19–24. | Barcelona, Spanyolország                  | Palau dels Esports          |
| 10.      | 1979 | december 6–9.     | Párizs, Franciaország                     | Stade Pierre de Coubertin   |
| 11.      | 1981 | szeptember 3–6.   | Maastricht, Hollandia                     | Euro Hall                   |
| 12.      | 1983 | október 13–16.    | Moszkva, Szovjetunió                      | Központi Lenin sportcsarnok |
| 13.      | 1985 | szeptember 26–29. | Szöul, Dél-Korea                          | Jamsil Arena                |

| Sorszám | Év   | Dátum           | Rendező                             | Helyszín                  |
| ------- | ---- | --------------- | ----------------------------------- | ------------------------- |
| 1.      | 1980 | november 29–30. | New York, Amerikai Egyesült Államok | Madison Square Garden     |
| 2.      | 1982 | december 4–5.   | Párizs, Franciaország               | Stade Pierre de Coubertin |
| 3.      | 1984 | november 10–11. | Bécs, Ausztria                      | Wiener Stadthalle         |
| 4.      | 1986 | október 24–26.  | Maastricht, Hollandia               | Geusselt Sports Hall      |

Női és férfi
| Sorszám Férfi/Női | Év   | Dátum                        | Rendező                            | Helyszín                           |
| ----------------- | ---- | ---------------------------- | ---------------------------------- | ---------------------------------- |
| 14/5.             | 1987 | november 19–22.              | Essen, Nyugat-Németország          | Grugahalle                         |
| 15/6.             | 1989 | október 10–15.               | Belgrád, Jugoszlávia               | Pionir Aréna                       |
| 16/7.             | 1991 | július 25–28.                | Barcelona, Spanyolország           | Palau Blaugrana                    |
| 17/8.             | 1993 | szeptember 30 – október 3.   | Hamilton, Kanada                   | Copps Coliseum                     |
| 18/9.             | 1995 | szeptember 28 – október 1.   | Csiba, Japán                       | Makuhari Messe                     |
| 19/10.            | 1997 | október 9 – október 12.      | Párizs, Franciaország              | Palais Omnisports de Paris-Bercy   |
| 20/11.            | 1999 | október 7 – október 10.      | Birmingham, Egyesült Királyság     | National Indoor Arena              |
| 21/12.            | 2001 | július 26–29.                | München, Németország               | Olympiahalle                       |
| 22/13.            | 2003 | szeptember 11–14.            | Oszaka, Japán                      | Osaka-jo Hall                      |
| 23/14.            | 2005 | szeptember 8–11.             | Kairó, Egyiptom                    | Cairo Stadium Indoor Halls Complex |
| 24/15.            | 2007 | szeptember 13–16.            | Rio de Janeiro, Brazília           | HSBC Arena                         |
| 25/16.            | 2009 | augusztus 27–30.             | Rotterdam, Hollandia               | Rotterdam Ahoy                     |
| 26/17.            | 2010 | szeptember 9–13.             | Tokió, Japán                       | Yoyogi National Gymnasium          |
| 27/18.            | 2011 | augusztus 23–28.             | Párizs, Franciaország              | Palais Omnisports de Paris-Bercy   |
| 28/19.            | 2013 | augusztus 26 – szeptember 1. | Rio de Janeiro, Brazília           | Ginásio do Maracanãzinho           |
| 29/20.            | 2014 | augusztus 25–31.             | Cseljabinszk, Oroszország          | Traktor Aréna                      |
| 30/21.            | 2015 | augusztus 24–30.             | Asztana, Kazahsztán                | Alau Jégcsarnok                    |
| 31/22.            | 2017 | augusztus 28 – szeptember 3. | Budapest, Magyarország             | Papp László Budapest Sportaréna    |
| 32/23.            | 2018 | szeptember 20–27.            | Baku, Azerbajdzsán                 | Milli Gimnastika Arenası           |
| 33/24.            | 2019 | augusztus 25 – szeptember 1. | Tokió, Japán                       | Nippon Budókan                     |
| 34/25.            | 2021 | június 6–13.                 | Budapest, Magyarország             | Papp László Budapest Sportaréna    |
| 35/26.            | 2022 | október 6–13.                | Taskent, Üzbegisztán               | Humo Arena                         |
| 36/27.            | 2023 | május 7–14.                  | Doha, Katar                        | Ali Bin Hamad al-Attiyah Arena     |
| 37/28.            | 2024 | május 19–24.                 | Abu-Dzabi, Egyesült Arab Emírségek | Mubadala Arena                     |
| 38/29.            | 2025 | június 13–20.                | Budapest, Magyarország             | Papp László Budapest Sportaréna    |
| 39/30.            | 2026 |                              | Baku, Azerbajdzsán                 |                                    |
| 40/31.            | 2027 |                              | Kazahsztán                         |                                    |

## Érmes magyar versenyzők
2025-ig megrendezett világbajnokság eredményei alapján.
| Név              |   |   |    | Összesen |
| ---------------- | - | - | -- | -------- |
| Kovács Antal     | 1 | 1 | 0  | 2        |
| Braun Ákos       | 1 | 0 | 0  | 1        |
| Mészáros Anett   | 0 | 2 | 2  | 4        |
| Bujkó Tamás      | 0 | 1 | 2  | 3        |
| Hajtós Bertalan  | 0 | 1 | 0  | 1        |
| Bor Barna        | 0 | 1 | 0  | 1        |
| Tóth Krisztián   | 0 | 1 | 1  | 2        |
| Ozsvár András    | 0 | 0 | 2  | 2        |
| Ungvári Miklós   | 0 | 0 | 3  | 3        |
| Varga Imre       | 0 | 0 | 1  | 1        |
| Csősz Imre       | 0 | 0 | 1  | 1        |
| Hadfi Dániel     | 0 | 0 | 1  | 1        |
| Baczkó Bernadett | 0 | 0 | 1  | 1        |
| Karakas Hedvig   | 0 | 0 | 1  | 1        |
| Csernoviczki Éva | 0 | 0 | 1  | 1        |
| Özbas Szofi      | 0 | 0 | 1  | 1        |
| Gyertyás Róza    | 0 | 0 | 1  | 1        |
| Összesen:        | 2 | 7 | 18 | 27       |